# Alaincourt (Aisne)
Alaincourt è un comune francese di 505 abitanti situato nel dipartimento dell'Aisne della regione dell'Alta Francia.

## Società

### Evoluzione demografica
Abitanti censiti